# Thomas Abbt
Thomas Abbt (Ulm, 25. studenog 1738. – Bückeburg, 3. studenog 1766.), njemački matematičar, pisac i filozof. 
Bio je profesor filozofije na Sveučilištu u Frankfurtu, gdje je napisao i svoje najznačajnije djelo Vom Tode für das Vaterland. 

## Djela
1. Vom Tode für das Vaterland (1761.)
2. Vom Verdienst (1765.)
3. Vermischte Schiften (1768. – 1790.)